# Jason Jones (cantor)
Jason "Gong" Jones é um cantor e compositor nascido em Colúmbia, Carolina do Sul. Originalmente é um tatuador, ele era o homem de frente e vocalista de Heavy Metal da banda Drowning Pool 2003-2005, fornecimento vocais para o álbum de 2004 da banda Desensitized após da morte de Dave Williams. Ele está agora como o vocalista da banda AM Conspiracy.

## Drowning Pool: 2003-2005
Em 2003, Jason Jones foi recrutado pela Texas baseado banda de metal Drowning Pool (na época CJ Pierce, Stevie Benton, e Mike Luce), após a perda de seu original, o vocalista Dave Williams, que morreu de uma doença cardíaca, enquanto no Ozzfest turnê.
Jones assumiu a posição como líder da banda 2003-2005. Nesse período de tempo, ele ajudou o registro banda seu álbum full-length segundo Desensitized (2004), que trouxe canções de sucesso como "Step Up" (usado para o filme "O Justiceiro e o tema da canção para WWE WrestleMania XX), e o melhor hits "Love and War" e "Killin' Me".
Em 2005, Jones deixou a banda devido a diferenças musicais e motivos pessoais. Dino Cazares estava de olho em Jones para formar uma nova banda após sua própria dobrado, mas o projeto nunca aconteceu.

## AM Conspiracy:2006-presente
Depois de deixar Drowning Pool, Jones formou o grupo de metal alternativo AM Conspiracy. A banda nova a todo o comprimento álbum Conspiracy AM foi lançado em 12 de janeiro de 2010.

## Tatuador
Jason Jones colaborou com Ben Moody e C. Jason Miller para uma canção "The End Has Come", que apareceu na trilha sonora do filme "O Justiceiro" de 2004.

## Discography

### Drowning Pool
- Desensitized (2004)

### AM Conspiracy
- Out Of The Shallow End EP (2007)
- AM Conspiracy (2010)